# Вторая Кошка
Вторая Кошка — коса на востоке Камчатке, на северо-восточном берегу бухты Карага.
Нанесена на карту в 1885 году Ф. К. Геком как мыс Старшина, так как здесь отдельно на побережье находилась летняя юрта старшины посёлка Карага, расположенного в основании косы. После 1910 года получила современное название, при этом прежнее наименование сохранилось для мыса, являющегося оконечностью косы.

## Топографические карты
- Лист карты O-58-27 Оссора. Масштаб: 1 : 100 000. Состояние местности на 1975 год. Издание 1983 г.
- Лист карты O-58-VIII Оссора. Масштаб: 1 : 200 000. Состояние местности на 1984 год. Издание 1989 г.